# Хелсингбори (община)
Община Хелсингбори (на шведски: Helsingborgs kommun) е разположена в лен Сконе, югоизточна Швеция с обща площ 347 km2 и население 132 989 души (към 31 декември 2013). Административен център на община Хелсингбори е едноименния град Хелсингбори.